# Ширко, Александр Петрович
Алекса́ндр Петро́вич Ширко́ (род. 24 ноября 1976, Москва) — российский футболист, нападающий.

## Клубная карьера
Начинал заниматься в детско-юношеской спортивной школе московского «Спартак» под руководством Валентина Ивакина. С 1993 по 1995 год выступал за дублирующий состав «Спартака», сыграв 78 матчей и забив 43 мяча. Первый матч в высшей лиге провёл 27 мая 1995 года, выйдя на замену в матче с новороссийским «Черноморцем». В 1996 году с приходом Георгия Ярцева на пост главного тренера и резким обновлением состава заиграл в основе. В том сезоне провёл 29 матчей за «Спартак», из них 22 в чемпионате России. Свой первый гол забил 20 апреля 1996 года в матче с тольяттинской «Ладой».
В «Спартаке» провёл семь сезонов, 6 раз становясь чемпионом страны и один раз завоевав Кубок России в 1998 году. Следует отметить его игру в еврокубках: он стал одним из лучших бомбардиров в Кубке УЕФА 1997/98, забив «Вальядолиду» (дважды), «Карлсруэ», «Аяксу» (трижды); голы Ширко каждый раз выводили «Спартак» в следующий круг.
Всего он провёл 128 игр в чемпионате России за «Спартак», забив 40 голов. В частности, 9 мая 1999 года в дерби против ЦСКА он забил единственный гол, будучи при этом в положении «вне игры», которое не зафиксировали судьи.
По словам Александра Ширко, им интересовались многие европейские клубы, однако «Спартак», стремясь сохранить состав для успешного выступления в еврокубках, отклонил все предложения, порой даже не ставя Ширко в известность о них.
В середине сезона 2001 года он перешёл в московское «Торпедо», где выступал до 2003 года, когда был отдан в аренду в ярославский «Шинник», а позже был выкуплен ярославцами.
В 2005 году несколько игр провёл за грозненский «Терек» и в том же сезоне возвратился в «Шинник». Сезон 2006 года стал крайне неудачным для «Шинника»: команда проигрывала одну игру за другой и прочно закрепилась на последнем месте в таблице. После матча 21-го тура, в котором «Шинник» дома уступил «Ростову» со счётом 1:6, состоялся крупный скандал: Ширко подрался с болельщиками, оскорблявшими его с трибуны. Решением дисциплинарной комиссии он был отлучён от футбола до конца сезона, но позже срок дисквалификации сократили до 5 матчей, и он ещё успел поиграть в том году.
В январе 2007 года подписал контракт с «Томью», за которую выступал до конца 2008 года, после чего покинул команду по причине того, что не нашёл взаимопонимания с клубом по финансовым условиям нового контракта. С июля 2009 года — свободный агент. 20 июля 2010 года в эфире программы «Футбол в России» объявил о завершении карьеры футболиста. Позже возобновил карьеру и считался официально свободным агентом.

## Карьера в сборной
В сборной России дебютировал 31 марта 1999 года в матче отборочного турнира чемпионата Европы 2000 против Андорры.
В игре 8 сентября 1999 года против той же Андорры он в одном из эпизодов вошёл в штрафную и получил удар от защитника по правой опорной ноге: при падении весь вес тела пришёлся как раз на эту ногу. По словам Егора Титова, последние минуты встречи Ширко не играл, а хромал. Врачи констатировали у Ширко травму голеностопа, из-за чего он должен был пропустить месяц.
Всего он сыграл 6 игр (1999−2001) и забил один гол в матче со сборной Фарерских островов.

## После завершения карьеры
Позже стал заниматься автотюнингом. Игрок футбольного клуба «Артист». В феврале 2018 года был назначен на должность селекционера футбольного клуба «Химки». На 2019 год — директор СШОР ФК «Химки». В 2021 году покинул структуру «Химок». Затем работал в СШ «Олимп» (Фрязино). В апреле 2024 года стал директором академии московского «Торпедо».

## Достижения
- Чемпион России (6): 1996, 1997, 1998, 1999, 2000, 2001
- Обладатель Кубка России: 1997/98

## Статистика

### Клубная
| Выступление      | Выступление      | Выступление      | Лига | Лига | Кубок | Кубок | Суперкубок | Суперкубок | Еврокубки | Еврокубки | Итого | Итого |
| Клуб             | Лига             | Сезон            | Игры | Голы | Игры  | Голы  | Игры       | Голы       | Игры      | Голы      | Игры  | Голы  |
| ---------------- | ---------------- | ---------------- | ---- | ---- | ----- | ----- | ---------- | ---------- | --------- | --------- | ----- | ----- |
| Спартак (Москва) | Высшая лига      | 1995             | 1    | 0    | 0     | 0     | 0          | 0          | 0         | 0         | 1     | 0     |
| Спартак (Москва) | Высшая лига      | 1996             | 22   | 5    | 2     | 0     | 0          | 0          | 5         | 0         | 29    | 5     |
| Спартак (Москва) | Высшая лига      | 1997             | 26   | 7    | 3     | 0     | 0          | 0          | 7         | 4         | 36    | 11    |
| Спартак (Москва) | Высшая лига      | 1998             | 13   | 5    | 3     | 0     | 0          | 0          | 8         | 3         | 24    | 8     |
| Спартак (Москва) | Высшая лига      | 1999             | 27   | 9    | 1     | 1     | 0          | 0          | 9         | 4         | 37    | 14    |
| Спартак (Москва) | Высшая лига      | 2000             | 24   | 11   | 4     | 1     | 0          | 0          | 4         | 0         | 32    | 12    |
| Спартак (Москва) | Высшая лига      | 2001             | 15   | 3    | 1     | 0     | 0          | 0          | 0         | 0         | 16    | 3     |
| Спартак (Москва) | Итого            | Итого            | 128  | 40   | 14    | 2     | 0          | 0          | 33        | 11        | 175   | 53    |
| Торпедо (Москва) | Премьер-лига     | 2001             | 11   | 5    | 0     | 0     | 0          | 0          | 0         | 0         | 11    | 5     |
| Торпедо (Москва) | Премьер-лига     | 2002             | 22   | 10   | 2     | 0     | 0          | 0          | 0         | 0         | 24    | 10    |
| Торпедо (Москва) | Премьер-лига     | 2003             | 28   | 7    | 5     | 0     | 0          | 0          | 4         | 2         | 37    | 9     |
| Торпедо (Москва) | Итого            | Итого            | 61   | 22   | 7     | 0     | 0          | 0          | 4         | 2         | 72    | 24    |
| Шинник           | Премьер-лига     | 2004             | 27   | 7    | 7     | 2     | 0          | 0          | 1         | 0         | 35    | 9     |
| Шинник           | Итого            | Итого            | 27   | 7    | 7     | 2     | 0          | 0          | 1         | 0         | 35    | 9     |
| Терек            | Премьер-лига     | 2005             | 3    | 0    | 0     | 0     | 0          | 0          | 0         | 0         | 3     | 0     |
| Терек            | Итого            | Итого            | 3    | 0    | 0     | 0     | 0          | 0          | 0         | 0         | 3     | 0     |
| Шинник           | Премьер-лига     | 2005             | 10   | 4    | 0     | 0     | 0          | 0          | 0         | 0         | 10    | 4     |
| Шинник           | Премьер-лига     | 2006             | 24   | 2    | 2     | 0     | 0          | 0          | 0         | 0         | 26    | 2     |
| Шинник           | Итого            | Итого            | 34   | 6    | 2     | 0     | 0          | 0          | 0         | 0         | 36    | 6     |
| Томь             | Премьер-лига     | 2007             | 13   | 2    | 4     | 0     | 0          | 0          | 0         | 0         | 17    | 2     |
| Томь             | Премьер-лига     | 2008             | 15   | 1    | 0     | 0     | 0          | 0          | 0         | 0         | 15    | 1     |
| Томь             | Итого            | Итого            | 28   | 3    | 4     | 0     | 0          | 0          | 0         | 0         | 32    | 3     |
| МВД России       | Первый дивизион  | 2009             | 12   | 1    | 1     | 0     | 0          | 0          | 0         | 0         | 13    | 1     |
| МВД России       | Итого            | Итого            | 12   | 1    | 1     | 0     | 0          | 0          | 0         | 0         | 13    | 1     |
| Всего за карьеру | Всего за карьеру | Всего за карьеру | 293  | 79   | 35    | 4     | 0          | 0          | 38        | 13        | 366   | 96    |

### Международная
| № | Дата            | Турнир | Матч              | Матч | Матч    | Статистика          |
| - | --------------- | ------ | ----------------- | ---- | ------- | ------------------- |
| 1 | 31 марта 1999   | ОЧЕ    | Россия            | 6:1  | Андорра | Полный матч         |
| 2 | 4 сентября 1999 | ОЧЕ    | Россия            | 2:0  | Армения | Вышел на 78'        |
| 3 | 8 сентября 1999 | ОЧЕ    | Андорра           | 1:2  | Россия  | Полный матч         |
| 4 | 23 февраля 2000 | ТМ     | Израиль           | 4:1  | Россия  | Вышел на 46'        |
| 5 | 1 сентября 2001 | ОЧМ    | Словения          | 2:1  | Россия  | Вышел на 79'        |
| 6 | 5 сентября 2001 | ОЧМ    | Фарерские острова | 0:3  | Россия  | Вышел на 46', (0:3) |